# Gymnosporia arbutifolia
Gymnosporia arbutifolia là một loài thực vật có hoa trong họ Dây gối. Loài này được (Hochst. ex A.Rich.) Loes. mô tả khoa học đầu tiên năm 1893.